# Vaux-sur-Seulles
Vaux-sur-Seulles település Franciaországban, Calvados megyében. Lakosainak száma 322 fő (2022. január 1.). Vaux-sur-Seulles Carcagny, Esquay-sur-Seulles, Nonant, Saint-Martin-des-Entrées és Moulins-en-Bessin községekkel határos.

## Népesség
A település népessége az elmúlt években az alábbi módon változott:
| Lakosok száma | 230  | 286  | 332  | 309  | 294  | 298  | 305  | 312  | 317  | 322  |
|               | 1968 | 1982 | 1990 | 2006 | 2013 | 2015 | 2017 | 2019 | 2020 | 2022 |